# Toe Fat
Toe Fat byla britská rocková skupina, aktivní v letech 1969 až 1971. Původní sestavu skupiny tvořil zpěvák Cliff Bennett, kytarista a klávesista Ken Hensley, bubeník Lee Kerslake a baskytarista John Konas, kterého později nahradil John Glascock. Po vydání prvního alba ze skupiny odešli Hensley s Kerslakem a nahradili je Brian Glascock (bicí) a Alan Kendall (kytara). Hensley a Kerslake později hráli se skupinou Uriah Heep, John Glascock s Jethro Tull a Kendall spolupracoval s Bee Gees.

## Diskografie
- Toe Fat (1970)
- Toe Fat Two (1971)